# Punta Arenas
Punta Arenas è una città del Cile meridionale, capitale della Regione di Magellano e dell'Antartide Cilena (chiamata anche Dodicesima Regione) e conta 130000 abitanti circa.
Fondata nel 1848, è la maggiore e più importante città della Patagonia meridionale ed è sede vescovile. Una consistente porzione dei suoi abitanti vanta origini croate, in particolare dalla Dalmazia, giunti fin qua alla fine del XIX secolo sull'onda della febbre dell'oro nella vicina Terra del Fuoco. Posta sulla penisola di Brunswick, è il centro urbano di una certa grandezza più a sud di tutto il mondo (abbassando la soglia di grandezza, questo primato spetta indubbiamente alla vicina cittadina argentina di Ushuaia).
Prima dell'apertura del Canale di Panama, nel 1914, era il principale punto di transito per i collegamenti tra l'Oceano Atlantico e l'Oceano Pacifico. È famosa per la celebrazione del Carnevale dell'Inverno, manifestazione basata sulla presentazione di spettacoli e carri allegorici, che attira spettatori da gran parte del Cile e da molte regioni dell'Argentina Meridionale. Dal 2007 è stato stabilito come lo spettacolo di maggiore rilevanza del costume cileno.
La città vive di commerci ed estrazione di risorse naturali, soprattutto gas naturale. Inoltre è sede dell'Istituto Nazionale Antartico e grazie a questo fatto è il punto di partenza più utilizzato dalle spedizioni scientifiche dirette in Antartide, compresa la NASA che ha una sua sede permanente in città. Negli ultimi anni si sta sviluppando il turismo e la città compete con Ushuaia per la leadership nel settore turistico della Patagonia.

## Geografia fisica

### Territorio
Situata nella penisola di Brunswick, Punta Arenas è una delle città più popolate della Patagonia; nel 2012 contava una popolazione di 130 704 abitanti. Oltre ad una porzione continentale, il comune comprende alcune isole di diversa grandezza dell'arcipelago della Terra del Fuoco, tra cui le isole Dawson, Desolación, Santa Inés e Clarence.
La città è situata nella conca formata dal fiume Río Las Minas, nella quale rappresenta l'unico centro urbano importante; solo il 3% della sua popolazione risiede in aree rurali lontane dal centro storico.

### Clima
Il clima di Punta Arenas è di tipo oceanico (Cfc secondo la classificazione dei climi di Köppen). Gli inverni sono lunghi e freddi, mentre le estati si presentano corte e fresche; autunno e primavera sono stagioni praticamente inesistenti.
La temperatura media annuale è di 6 °C. Il periodo invernale si prolunga da aprile a ottobre, con temperature medie di poco superiori allo 0 °C; tra i mesi di giugno e agosto le medie minime scendono poco sotto lo zero. Le medie massime invernali si mantengono per lo più al di sotto dei 4 °C. Le estati non presentano escursioni termiche elevate rispetto al periodo invernale, a causa del clima oceanico indotto dalla presenza dell'oceano Pacifico. Le medie massime estive superano i 14 °C, occasionalmente si verificano ondate di calore che raramente superano anche i 25 °C.
Il rischio di gelate è presente in tutti i mesi dell'anno, dal momento che anche durante il solstizio d'estate talvolta si sono registrate temperature al di sotto dello zero. L'oscillazione media annuale è di circa 9 °C.
Il livello medio delle precipitazioni si attesta intorno ai 400 mm annui, con una distribuzione uniforme durante i diversi periodi dell'anno. Le piogge sono in genere deboli e durature, con scarsissime precipitazioni di tipo torrenziale. La neve si può presentare in tutti i periodi dell'anno, anche se con maggiore frequenza nei mesi invernali, mentre la grandine è un evento eccezionale.
La medio alta latitudine di Punta Arenas (soprattutto rapportata all'emisfero sud, più fresco di quello boreale) è la causa della presenza costante nella zona di un'area di bassa pressione. I venti sono frequenti, con predominio di quelli provenienti da ovest, e soffiano più forte nei mesi estivi. Punta Arenas è considerata una delle città più ventose del mondo; le raffiche possono superare i 100 km/h e le autorità municipali sono solite installare alcune corde nel centro della città per aiutare la marcia dei pedoni durante le giornate di vento.
| Dati meteo          | Mesi | Mesi | Mesi | Mesi | Mesi | Mesi | Mesi | Mesi | Mesi | Mesi | Mesi | Mesi | Stagioni | Stagioni | Stagioni | Stagioni | Anno |
| Dati meteo          | Gen  | Feb  | Mar  | Apr  | Mag  | Giu  | Lug  | Ago  | Set  | Ott  | Nov  | Dic  | Est      | Aut      | Inv      | Pri      | Anno |
| ------------------- | ---- | ---- | ---- | ---- | ---- | ---- | ---- | ---- | ---- | ---- | ---- | ---- | -------- | -------- | -------- | -------- | ---- |
| T. max. media (°C)  | 15,1 | 15,0 | 12,5 | 9,7  | 6,5  | 4,1  | 3,7  | 5,2  | 7,7  | 10,2 | 12,2 | 13,5 | 14,5     | 9,6      | 4,3      | 10,0     | 9,6  |
| T. media (°C)       | 10,8 | 10,4 | 8,7  | 6,5  | 3,8  | 1,7  | 1,3  | 2,4  | 4,3  | 6,5  | 8,4  | 9,7  | 10,3     | 6,3      | 1,8      | 6,4      | 6,2  |
| T. min. media (°C)  | 6,8  | 6,6  | 5,2  | 3,4  | 1,2  | −0,9 | −1,1 | −0,1 | 1,2  | 3,0  | 4,7  | 6,0  | 6,5      | 3,3      | −0,7     | 3,0      | 3,0  |
| Precipitazioni (mm) | 42   | 31   | 38   | 40   | 41   | 27   | 29   | 30   | 27   | 27   | 30   | 34   | 107      | 119      | 86       | 84       | 396  |
| Giorni di pioggia   | 15   | 14   | 15   | 14   | 13   | 11   | 11   | 12   | 11   | 10   | 13   | 14   | 43       | 42       | 34       | 34       | 153  |
| Giorni di neve      | 0    | 0    | 1    | 1    | 2    | 5    | 6    | 5    | 3    | 2    | 1    | 0    | 0        | 4        | 16       | 6        | 26   |
| Giorni di nebbia    | 1    | 1    | 2    | 2    | 5    | 3    | 4    | 2    | 2    | 1    | 1    | 1    | 3        | 9        | 9        | 4        | 25   |

## Origini del nome
La città fu fondata il 18 dicembre 1848, quando il governatore di Magallanes, José de los Santos Mardones, decise di spostare la popolazione di Fuerte Bulnes trentasei miglia più a nord, nel luogo chiamato dai navigatori britannici Sandy Point (in italiano “Punta sabbiosa”), dove sarebbe stato più facile reperire acqua ed avere più spazio per lo sviluppo dell'abitato, che godeva di un clima più secco e più caldo in estate. Il nome inglese fu tradotto letteralmente in spagnolo “Punta Arenosa”; con il passare del tempo cambiò in “Punta Arenas”.
Il nome Sandy Point era stato dato al luogo dal navigatore inglese John Narborough durante il suo viaggio durato dal 1669 al 1671; quasi un secolo dopo vi giunse in cerca d'acqua potabile l'ammiraglio John Byron, che nel suo rapporto elogiò le possibilità di caccia e pesca offerte dalla località, oltre che la sua aria pulita.

## Storia

### Colonizzazione spagnola
Durante il regno di Filippo II fu sviluppato il progetto di fortificare lo Stretto di Magellano, allo scopo di controllare il passaggio delle navi dall'Atlantico al Pacifico e di difendere i porti spagnoli minacciati dai corsari britannici. Il piano prevedeva la costruzione di due fortificazioni poste nei punti di minore ampiezza dello stretto, creando in tal modo una barriera che chiudesse il passaggio alle navi nemiche. Nel febbraio del 1584 fu fondato il primo forte, chiamato Nombre de Jesús; da questo primo nucleo abitato un contingente di 94 soldati, guidati da Pedro Sarmiento de Gamboa, viaggiò per 200 km verso ovest per fondare la seconda fortezza, che fu chiamata Rey don Felipe.
Subito le condizioni di vita nelle due località si mostrarono proibitive, a causa della scarsità di alimenti, all'isolamento, alla durezza del clima e all'ostilità dei nativi. Sarmiento partì nel maggio dello stesso anno per cercare aiuti, ma fu catturato da una nave britannica e portato prigioniero in Inghilterra. Tre anni dopo, nel gennaio del 1587, il corsaro inglese Thomas Cavendish incontrò sul posto venti sopravvissuti. Uno di essi, Tomé Hernández, fu imbarcato; fuggito al primo attracco in un porto spagnolo, riferì alle autorità la disgraziata storia delle due colonie.

### Storia moderna
A metà del XIX secolo il governo cileno diede impulso alla formazione di una colonia abitata sullo stretto, considerato allora “terra di nessuno”, per prevenire simili mosse da parte di altre potenze; allo scopo fece costruire una goletta, la Ancud, che fu affidata al comando del capitano di fregata John Williams Wilson. La goletta partì il 22 maggio 1843 e, dopo aver affrontato una serie di traversie dovute alle cattive condizioni del mare, arrivò sullo stretto il 17 settembre; quattro giorni dopo Williams, dal promontorio roccioso chiamato Punta Santa Ana, prese possesso dello Stretto di Magellano in nome del governo cileno. Il 30 ottobre fu battezzato il nuovo insediamento, chiamato Fuerte Bulnes.
Il terreno roccioso inadatto alle colture, le difficili condizioni climatiche e la carenza di acqua potabile, convinsero il governatore militare José de los Santos Mardones a spostare nel 1848 la popolazione in un luogo a trentasei miglia più a nord, dove si sarebbe in seguito sviluppata la città di Punta Arenas. A causa del suo isolamento, il luogo divenne presto una colonia penale e una guarnigione punitiva per soldati indisciplinati; uno di questi, Miguel José Cambiaso, promosse nel 1852 un ammutinamento a seguito del quale rimase ucciso il governatore della città, che fu completamente distrutta dai rivoltosi.
Nel 1853 la colonia si era ridotta ad essere un insediamento abitato da sole 151 persone; una successiva politica di distribuzione di terra e l'introduzione dell'ovinicoltura seppero attrarre nuovi abitanti, provenienti dalle città costiere cilene settentrionali. L'11 novembre 1877, tuttavia, si verificò un altro ammutinamento sanguinoso nella città, che fu in seguito chiamato “l'ammutinamento degli artiglieri” (motín de los artilleros): la guarnigione si rivoltò al proprio comandante e mise a saccheggio la città, prima che l'arrivo della corvetta Magallanes riportasse l'ordine.
Negli ultimi anni del XIX secolo la città conobbe un enorme sviluppo, trainato dall'aumento del traffico marittimo nello stretto, dall'allevamento ovino e dalla febbre dell'oro scoppiata a seguito del ritrovamento di giacimenti di tale metallo nella Terra del Fuoco. All'oligarchia legata alla presenza di ricche società dedicate allo sfruttamento delle risorse agricole e minerarie, tra le quali primeggiava la Sociedad Explotadora de Tierra del Fuego, si andò accostando una classe media formata da immigrati europei, principalmente inglesi, croati e spagnoli, che si integrarono nella città divenendo commercianti, piccoli imprenditori o impiegati di società pubbliche.

Dopo l'apertura del canale di Panama l'importanza del porto di Punta Arenas diminuì notevolmente. La città ha saputo comunque diversificare la sua economia, divenendo un importante mercato di riferimento per gli allevatori di pecore, un nodo infrastrutturale per l'estrazione di petrolio e gas naturali e un centro logistico per i viaggi scientifici e turistici verso la Terra del Fuoco e l'Antartide.

Vista panoramica del centro storico di Punta Arenas.

## Economia
L'attività mineraria, nella quale spicca l'estrazione di petrolio e gas naturale, è con l'allevamento la principale risorsa economica della regione di cui Punta Arenas costituisce il capoluogo. I prodotti petroliferi estratti nella zona, pur essendo lontani dal soddisfare il fabbisogno nazionale cileno, costituiscono una parte importante dell'economia.
L'allevamento ovino, che sfrutta le grandi praterie della zona continentale e della Terra del Fuoco, ha in Punta Arenas il suo terminale per l'esportazione di lana e di carne; proprio nella città è situata la prima industria cilena che ha ottenuto l'autorizzazione ad esportare la carne ovina in Europa.
Un settore in forte sviluppo è quello del turismo, soprattutto internazionale. Dalla città parte una serie di circuiti che portano i visitatori in diversi luoghi naturali, come Capo Horn, la Terra del Fuoco, lo Stretto di Magellano e l'Antartide. La presenza nei dintorni di una serie di parchi naturali (Torres del Paine, Cuevas del Milodón, Los Pingüinos, Bernardo O'Higgins) attira anch'essa un gran numero di turisti. A Punta Arenas c'è il Museo Nao Victoriadove si trova una ricostruzione della Victoria, veliero della spedizione di Ferdinando Magellano. In città sorge anche un monumento, un busto del navigatore vicentino Antonio Pigafetta che scrisse il diario di bordo della spedizione di Magellano. Il busto fu donato a Punta Arenas dalle autorità della città di Vicenza.

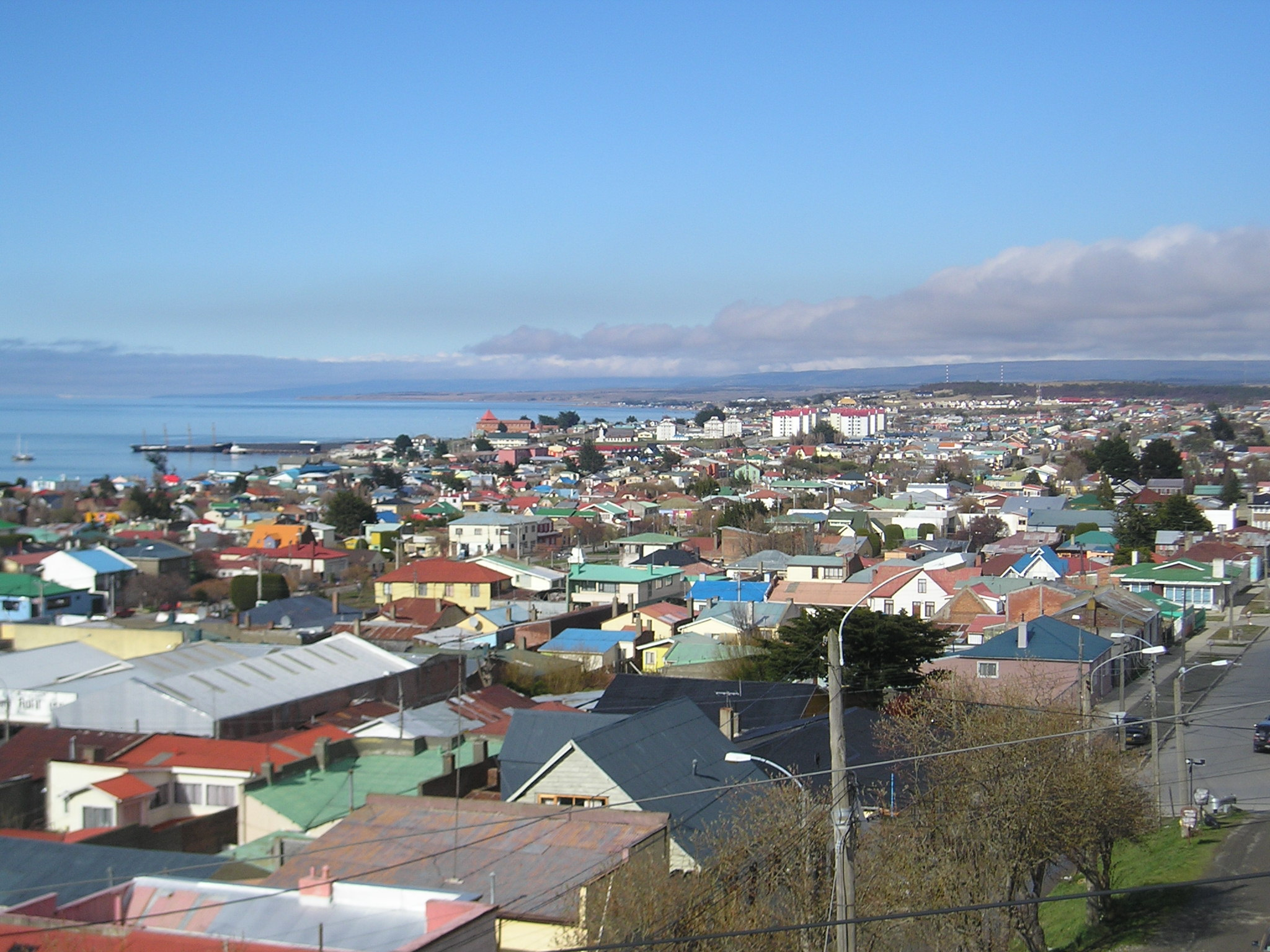
Vista della parte centrale della città
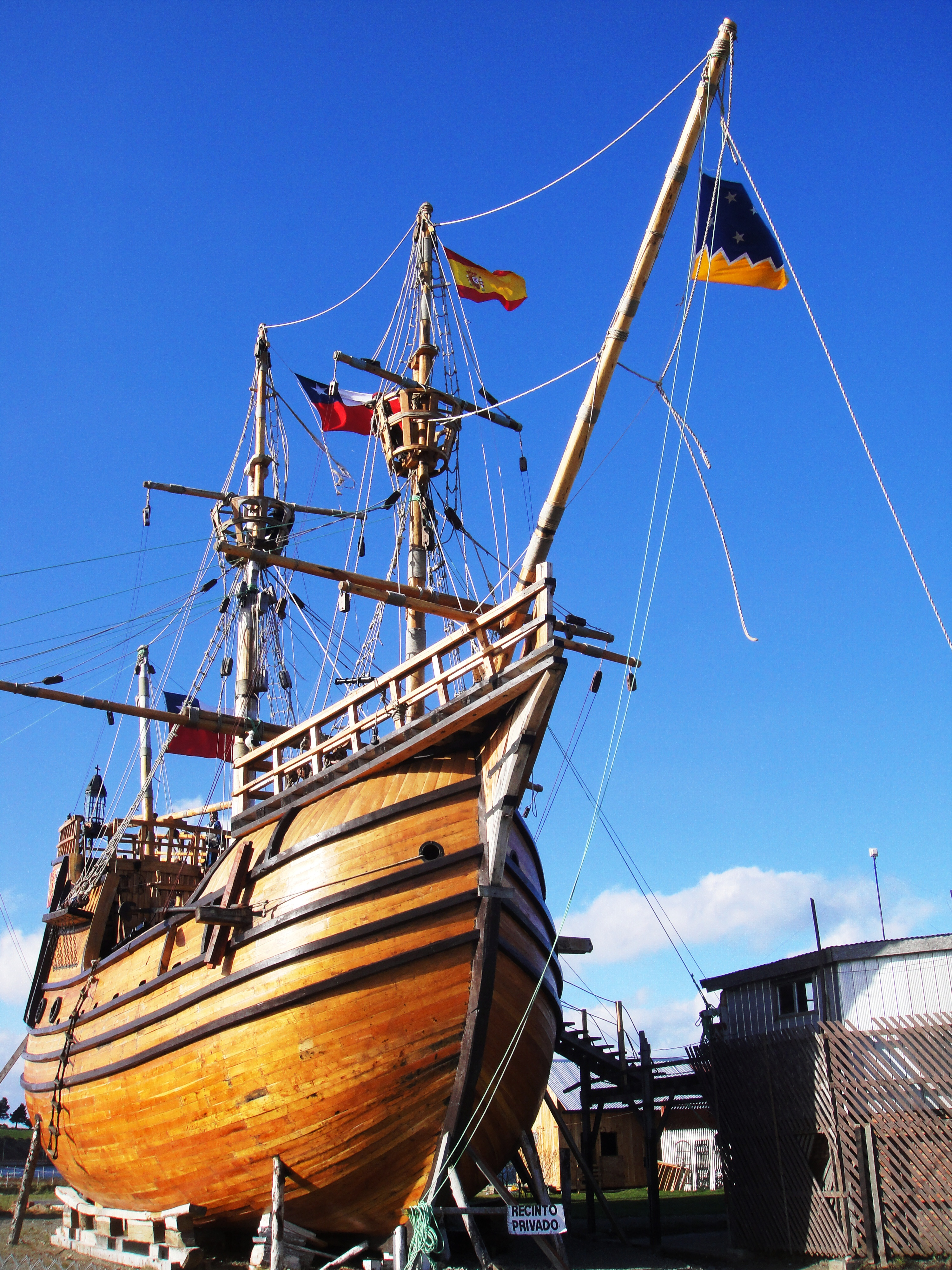
La riproduzione della Nao Victoria, imbarcazione con la quale Magellano attraversó per primo lo stretto che porta il suo nome
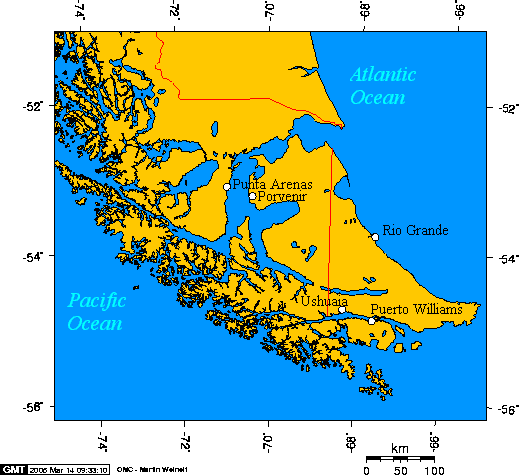
Punta Arenas nella Regione delle Magellane e dell'Antartide Cilena

## Infrastrutture e trasporti
Punta Arenas è servita dall'Aeroporto Internazionale Presidente Carlos Ibáñez del Campo, situato a 20 km a nord della città.

## Amministrazione

### Gemellaggi
- Rio Gallegos
- Santa Cruz
- Ushuaia
- Bellingham (Washington)
- Spalato